# Primavera (Chili)
Primavera is een gemeente in de Chileense provincie Tierra del Fuego in de regio Magallanes y la Antártica Chilena. Primavera telde 1.158 inwoners in 2017.
- Bibliothèque nationale de France: cb15566182v (data)
- International Standard Name Identifier: 0000 0001 1146 0086
- Virtual International Authority File: 127633978